# Priolepis robinsi
Priolepis robinsi là một loài cá thuộc họ Gobiidae. Nó là loài đặc hữu của Colombia.